# Хоуп-Джонстон, Перси Уэнтуорт
Перси Уэнтуорт Хоуп-Джонстон (англ. Percy Wentworth Hope-Johnstone; 2 января 1909 — 5 апреля 1983) — офицер британской армии, де-юре 10-й граф Аннандейл и Хартфелл.

## Биография
Родился 2 января 1909 года. Единственный сын Эвелина Уэнтуорта Хоупа-Джонстона (1879—1964), и его первой жены Эйлин Бриско (? — 1909). Он получил образование в школе Шерборн и в Королевской военной академии в Сандхерсте, откуда он был отправлен в 16-й (5-й) уланский полк британской армии, где получил чин лейтенанта. Позднее он служил в 155-м полевом полку Королевской артиллерии, где получил звание майора.
Участник Второй мировой войны. Во время Малайской кампании Перси Хоуп-Джонстон был взят в плен японцами на Дальнем Востоке и содержался в качестве военнопленного.
26 октября 1964 года после смерти своего отца Перси Хоуп-Джонстон унаследовал титулы вождя клана Джонстон, наследственного управляющего Аннандейла и наследственного хранителя дворца Лохмабен. Он также унаследовал титулы де-юре 10-го лорда Джонстона и 10-го графа Аннандейла и Хартфелла, но никогда не претендовал на него.

## Личная жизнь
7 июля 1932 года Перси Хоуп-Джонстон женился на Филлис Афине Макдонелл. У них не было детей, и они развелись в 1939 году.
26 июля 1940 года он женился на Маргарет Джейн Хантер-Арунделл (8 ноября 1910 года — 5 мая 1998 года). У супругов было двое детей:
- Патрик Эндрю Уэнтворт Хоуп-Джонстон, 11-й граф Аннандейл и Хартфелл (род. 19 апреля 1941)[1], преемник отца.
- Леди Эйлин Элизабет Хоуп-Джонстон (род. 3 октября 1948)[1], в 1969 году она вышла замуж за Эндрю Уолтера Брайса Дункана, сына сэра Артура Брайса Дункана, от брака с которым у неё было трое сыновей.